# Trastkardinaler
Trastkardinaler (Granatellus) är ett släkte i familjen kardinaler inom ordningen tättingar. Tidigare fördes det till familjen skogssångare. Släktet omfattar fyra tillfem arter som förekommer i Central- och Sydamerika från västra Mexiko till Bolivia:
- Amazontrastkardinal (G. pelzelni)
- Tocantinstrastkardinal (G. paraensis)
- Vitstrupig trastkardinal (G. venustus)
  - "Maríastrastkardinal" (G. [p.] francescae)
- Gråstrupig trastkardinal (G. sallaei)